# Igor Kunitsyn
Igor Kunitsyn (russisk: И́горь Константи́нович Куни́цын, tr. Ígor Konstantínovitj Kunítsyn; født 30. september 1981 i Vladivostok, Sovjetunionen) er en russisk tennisspiller, der blev professionel i 1999. Han har igennem sin karriere (pr. september 2010) vundet en enkelt singletitel, og hans højeste placering på ATP's verdensrangliste er en 35. plads, som han opnåede i maj 2009. Hans enlige turneringssejr blev vundet i oktober 2008, hvor han i en turnering på hjemmebane i Moskva i finalen besejrede landsmanden Marat Safin.

## Grand Slam
Kunitsyn har endnu ikke haft succes i Grand Slam-sammenhæng, og er aldrig nået længere end til 2. runde i nogen af de fire store turneringer.